# ゴルフバー
ゴルフバーは、スクリーンゴルフ（ゴルフシミュレーター）を備えたアミューズメントバー。シミュレーターが店内に1～5台設置されており、昼夜問わずゴルフラウンドが可能である。

## 概要
室内でゴルフがプレイ可能であるというスクリーンゴルフに、飲食、酒類のサービスを加えた店舗。ダーツやビリヤードなどと同じく、同好の士が集まって楽しめるほか、デートスポットとしても人気を集めている。
韓国において、ゴルフ場、およびゴルフ練習場の不足による需要の受け皿として流行した店舗形態が、日本にも輸入された。
東京都内のゴルフバー流行を皮切りに、2008年ごろ急速に店舗数が増えてきた。2010年現在では市場が飽和状態に近付き、小規模店舗を中心に淘汰が始まっている。
ゴルフバーでは、実際のゴルフコース用のクラブとボールを使用する。店舗が備え付けのクラブ、ボール、グローブやシューズなどを用意している場合も多いが、自分のゴルフ用品を持ち込んで使用することもできる。
利用料金は様々だが、1時間あたり6000～8000円程度が主流。複数人でプレーすれば、実際のゴルフ場を利用するよりも手軽な料金で楽しめる。また、移動時間を必要としないため、1時間強で18ホールのプレーが楽しめることも、ゴルフバーの特徴である。そのため、スロープレーを気にする必要がなく、ゴルフの初心者が集う傾向もある。